# San Lucas del Pulque
San Lucas del Pulque är en småstad i kommunen Temascaltepec i delstaten Mexiko i Mexiko. Samhället hade 398 invånare vid folkräkningen 2020 och var då kommunens fjärde befolkningsrikaste ort.